# Rosemary Climbs the Heights
Rosemary Climbs the Heights es una película muda estadounidense de 1918 dirigida por Lloyd Ingraham y protagonizada por Mary Miles Minter, Allan Forrest y Margaret Shelby. Es el único largometraje de Minter que no figura en la base de datos de largometrajes mudos de la Biblioteca del Congreso, lo que dificulta su conservación.

## Argumento

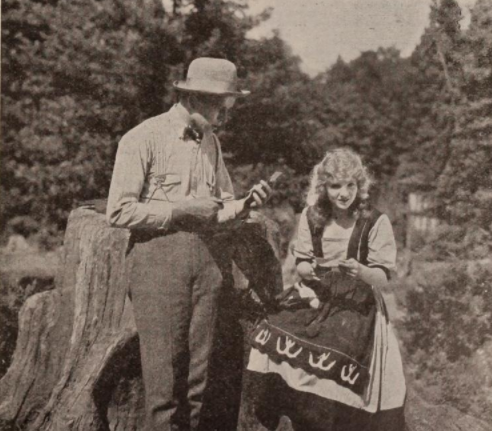
Mary Miles Minter en "Rosemary Climbs the Heights" (1918)

Tal y como lo describen las reseñas de las revistas de cine, Rosemary Van Voort (Minter) es una chica con talento para tallar madera, que vive en las montañas de Catskill con sus padres de edad avanzada (Periolat y Wright). Un día, conoce a un grupo de artistas que vienen de viaje desde Nueva York. Impresionados por sus habilidades, convencen a Rosemary para que regrese a Nueva York con ellos para dedicarse a su arte.
Uno de estos artistas, el violinista Ricardo Fitzmaurice (Forrest), se enamora de Rosemary. Todo parece prometedor para la pareja, ya que Rosemary empieza a ganar dinero con sus esculturas en madera y Ricardo trabaja en su ópera, pero otro miembro del círculo de artistas, Mme. Fedoreska (Mineau), también está enamorada de Ricardo, y se pone celosa cuando se da cuenta de que el joven violinista sólo tiene ojos para Rosemary.
Una noche, al volver tarde de un baile, Rosemary es abordada por Mme. Fedoreska, que amenaza con matarla. Ricardo interviene, y él y Rosemary vuelven a su habitación para pasar la noche, ya que la amiga de Rosemary, Wanda (Shelby), la ha dejado fuera de su apartamento. Más tarde se les une un joven angustiado, pero como sólo habla ruso, ni Rosemary ni Ricardo logran comprender la causa de su malestar.
Mientras tanto, Mme. Fedoreska es confrontada por su esposo, a quien había abandonado en Siberia con su hijo. Hay una discusión y un disparo, y por la mañana la señora Fedoreska es encontrada muerta. La pistola de Rosemary se encuentra junto al cuerpo, y como Ricardo se ha marchado pronto a Chicago para promocionar su ópera, no tiene a nadie que le proporcione una coartada. Rosemary es detenida y juzgada por asesinato.
Justo cuando todo parece irremediable y que Rosemary no tiene medios para demostrar su inocencia, el pequeño niño ruso que había conocido la noche del asesinato consigue transmitir que había visto a Mme. Fedoreska apuñalar a su padre -el marido de ésta, que luego murió a causa de las heridas- y a su padre dispararle a ella. Rosemary es absuelta, y junto a Ricardo esperan un futuro lleno de felicidad.

## Reparto
- Mary Miles Minter como Rosemary Van Voort
- Allan Forrest como Ricardo Fitzmaurice
- Margaret Shelby como Wanda Held
- Charlotte Mineau como Madame Thamar Fedoreska
- George Periolat como Godfrey Van Voort
- Nanine Wright como Hilda Van Voort
- Jack Farrell como Jacob Lowenstein
- Carl Stockdale como Andrieff
- Louis King como Cornelius Simpson
- Rosita Marstini como la Sra. Preston-Carr